# Flughafen Ibaraki

i7
i11
i13
Der Flughafen Ibaraki (japanisch 茨城空港 Ibaraki Kūkō, IATA-Code: IBR, ICAO-Code: RJAH) ist ein zivil-militärischer Flughafen nahe der Stadt Omitama, Präfektur Ibaraki, Japan.

## Geschichte

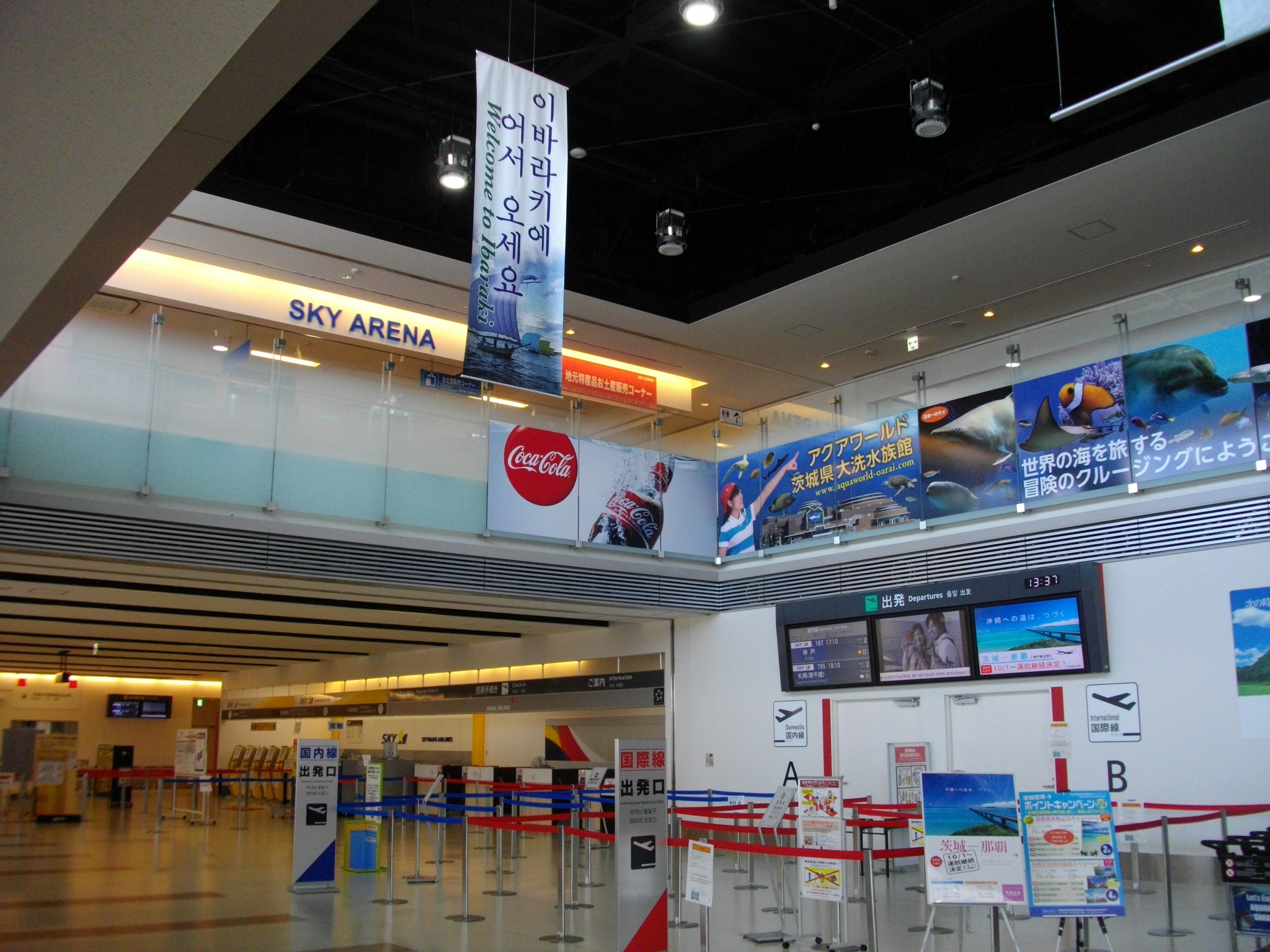
Check-In-Bereich

Ursprünglich wurde der Flughafen als Flugplatz Hyakuri (百里飛行場 Hyakuri Hikōjō) von den Luftselbstverteidigungsstreitkräften genutzt.
Aufgrund der starken Auslastung der beiden Tokioter Flughäfen Narita und Haneda wurde dieser am 11. März 2010 in den Flughafen Ibaraki umbenannt und der zivile Flugverkehr aufgenommen. Zusätzlich wird er weiterhin rund um die Uhr von den Streitkräften genutzt. Um den zusätzlichen Flugverkehr zu bewältigen, wurde eine zweite Start- und Landebahn gebaut.

## Fluggesellschaften und Ziele
Die japanische Billigfluggesellschaft Skymark fliegt von Ibaraki aus die Flughäfen Kōbe, Naha, Neu-Chitose und Fukuoka an. Eine internationale Verbindung nach Shanghai besteht durch die chinesische Fluggesellschaft Spring Airlines.

## Verkehrsanbindung

Lage des Flughafens

Die beiden nahe gelegenen JR-Bahnhöfe Ishioka und Shin-Hokota werden seit der Eröffnung des zivilen Flughafens Ibaraki mit einem regelmäßig verkehrenden Bus versorgt. Der Flughafen ist der Endpunkt der kurzen Präfekturstraße 359 die via Präfekturstraße 360 an die Präfekturstraße 50 zur Präfekturhauptstadt Mito angebunden ist.